# Peau d'Âne (roman)
Pour les articles homonymes, voir Peau d'âne (homonymie).
Peau d'Âne est un roman de Christine Angot paru chez Stock en 2003.

## Résumé
Transposition autobiographique du conte Peau d'Âne de Charles Perrault — présent à la fin l'ouvrage —, centrée sur l'inceste,,.

## Éditions
- Peau d'Âne, Stock, 2003 - rééd. Le Livre de poche, 2005.